# MKP Kotwica Kołobrzeg
Kotwica Kołobrzeg (offiziell Morski Klub Piłkarski Kotwica Kołobrzeg) ist ein polnischer Fußballklub aus der Stadt Kołobrzeg (deutsch Kolberg) in der Woiwodschaft Westpommern. „Kotwica“ ist das polnische Wort für Anker und war das Symbol der polnischen Widerstandsbewegung während der deutschen Besatzung Polens im Zweiten Weltkrieg.

## Geschichte

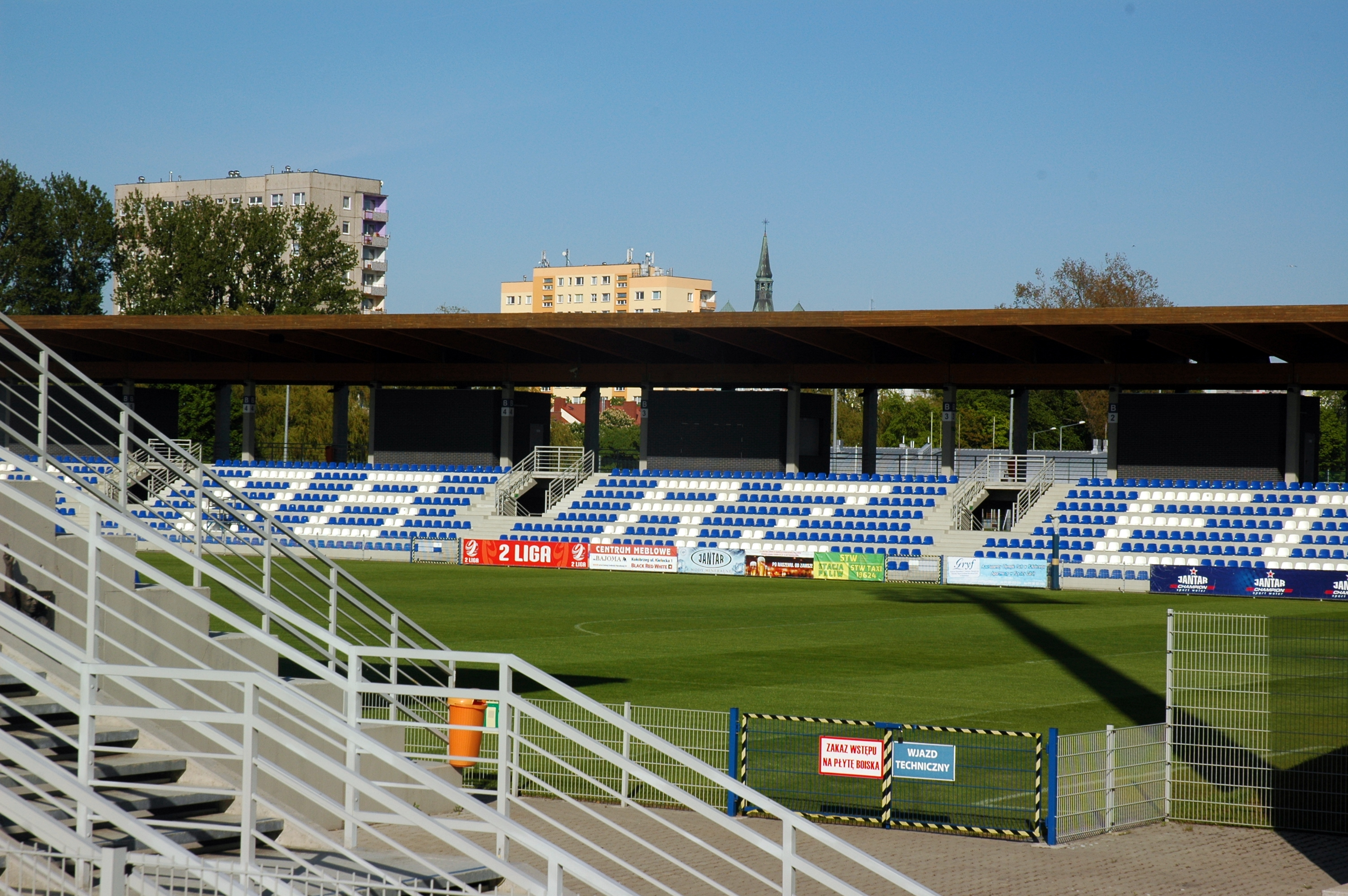
Städtisches Stadion, jetzt: Sebastian-Karpiniuk-Stadion

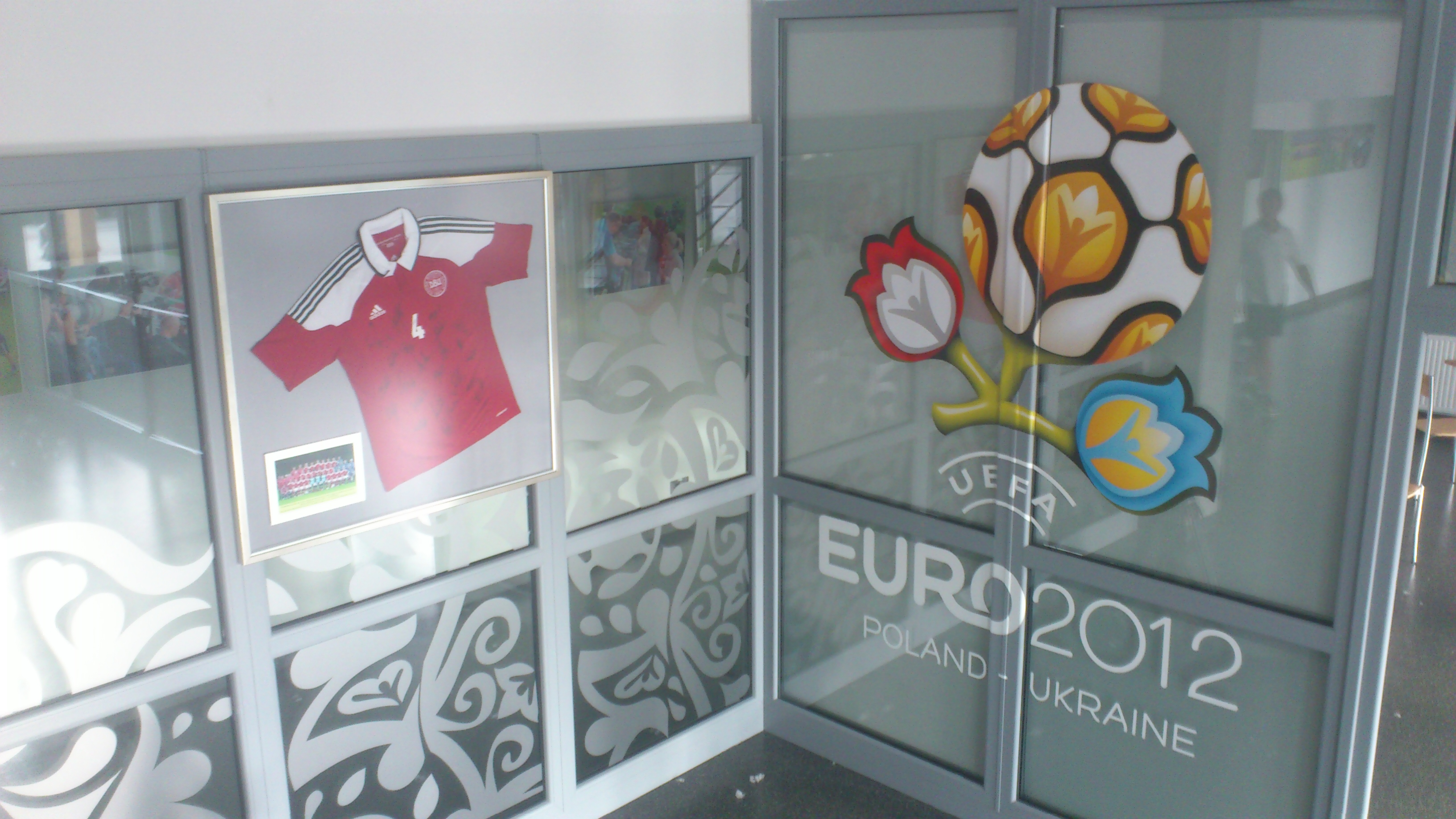
Das dänische Nationalteam trainierte hier während der EM 2012.

Der Verein wurde am 15. August 1946 gegründet. Der Verein gewann schon mehrmals den Pokal auf Kreisebene und qualifizierte sich somit mehrmals für den polnischen Fußballpokal. Dort kam der Verein jedoch nie weiter als in die zweite oder dritte Runde. Im Sommer 2008 schaffte der Klub den Aufstieg in die neu geschaffene 2. Liga. Dort erreichte der Verein in der ersten Saison den sechsten Platz. Jedoch musste der Verein trotzdem in die 3. Liga absteigen, da man keine Lizenz bekam. In der Saison 2013/14 setzte sich der Verein in den Playoffs gegen CWKS Resovia und Ursus Warszawa durch und schaffte den Aufstieg in die 2. Liga. Der Verein erreichte nur den 16. Platz, der normalerweise den Abstieg bedeutet. Da die Absteiger Widzew Łódź und Flota Świnoujście in der nächsten Saison nicht in der 2. Liga antraten, schaffte der Verein den Klassenerhalt trotzdem. In der Saison 2016/17 stieg der Verein als Sechzehnter in die 3. Liga ab. 2022 kehrte man in die 2. Liga zurück. In der Saison 2023/24 gelang der Aufstieg in die 1. Liga.
Nach dem Flugunfall von Smolensk 2010 wurde das Stadion des Vereins nach dem dort ums Leben gekommenen Sejm-Abgeordneten Sebastian Karpiniuk benannt, der dem Vereinsvorstand angehört hatte.

## Frühere Namen
- 1946–1947 – Klub Sportowy Kolejarz-Bałtyk Kołobrzeg
- 1948–1951 – Klub Sportowy Kolejarz Kołobrzeg
- 1952–1956 – Koło Sportowe Barka Kołobrzeg
- 1952–1956 – Koło Sportowe Budowlani Kołobrzeg
- 1957–1958 – Klub Sportowy Barka Kołobrzeg.
- 1958–1973 – Klub Sportowy Kotwica Kołobrzeg
- 1974–1991 – Międzyzakładowy Klub Sportowy Kotwica Kołobrzeg
- 1992–1996 – Miejski Klub Sportowy Kotwica Kołobrzeg
- 1997–2025 – Miejski Klub Piłkarski Kotwica Kołobrzeg
- seit 2025 – Morski Klub Piłkarski Kotwica Kołobrzeg

## Erfolge
- Aufstieg in die 1. Liga: 2024
- Aufstieg in die 2. Liga: 2008, 2022
- Gewinn des Pokals des Westpommerischen Fußballverbandes: 2004, 2006, 2008, 2012

## Bekannte ehemalige Spieler
- Batata
- Piotr Dubiela
- Adam Frączczak
- Grzegorz Lewandowski